# Skagen
För andra betydelser, se Skagen (olika betydelser).
Skagen är den nordligaste tätorten och staden i Danmark och ligger på Skagens Odde som utgör Jyllands norra spets. Skagen ingår i Frederikshavns kommun i Region Nordjylland. Den äldsta delen av staden är Gammel Skagen i väster.
Tidigare har staden utgjort centralort i dåvarande Skagens kommun i Nordjyllands amt.

## Beskrivning
Skagen har en fiske- och gästhamn och ett varv samt är ändpunkt för järnvägslinjen Skagensbanan. Den västra, äldre delen av staden kallas Gammel Skagen eller Højen.
Cirka fyra kilometer söder om Skagens centrum ligger Den tilsandede kirke (Sankt Laurentii kyrka), som uppfördes i slutet av 1300-talet. Den stängdes 1795 på grund av det stora problemet med nedsandning. Idag återstår endast kyrktornet.
Norr om Skagen ligger Danmarks nordligaste udde, Grenen, där Kattegatt möter Skagerrak. Udden utgörs av sanddyner. Här finns Skagens fyr.
På 1870- och 1880-talen var Skagen en samlingspunkt för många skandinaviska konstnärer, Skagenmålarna, vilka lockades dit av det speciella ljuset.
Strax utanför Skagen finns Råbjerg mile, en gigantisk vandrande sanddyn som tar upp en tredjedel av Nordjyllands hals i bredd.
Befolkningen i Skagen har av tradition försörjt sig på fiske. På senare tid har turismen tagit över allt mer och är idag en åretruntverksamhet. Populära utflyktsmål för svenska turister är Skagenmålarnas boningar, Skagens Museum, Gammel Skagen, Skagens gamla fyr, Svenska Sjömanskyrkan, Grenen, Brøndums Hotel och Den tilsandede kirke. Skagen har som ort genomgått kraftiga förändringar under senare årtionden och tidigare klassiska institutioner som Skansen är borta. Kvar finns Skagens Bluesfestival.

## Skagen fyr
Huvudartikel: Skagen fyr

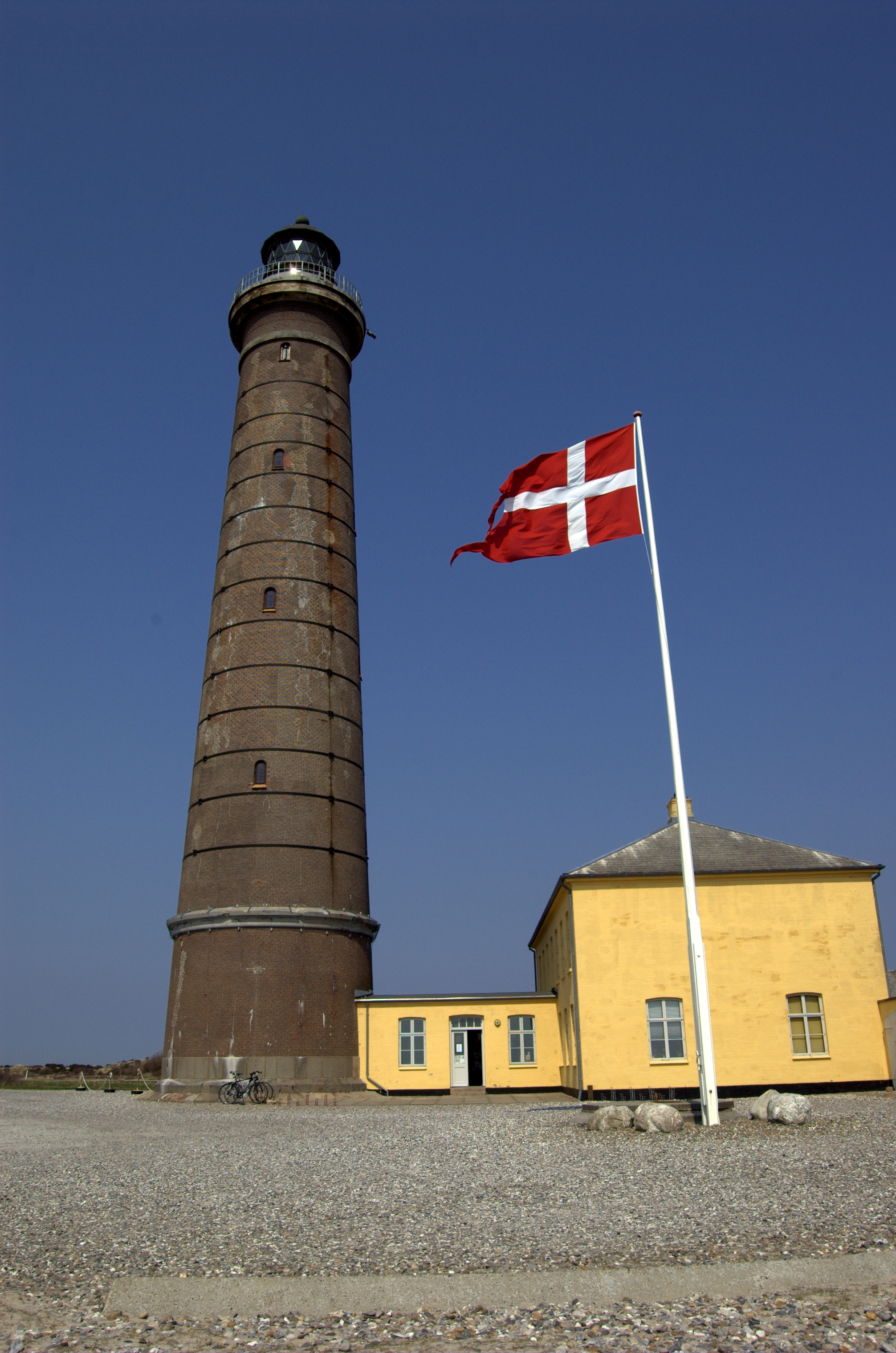
Skagen fyr

Skagen fyr, som i Danmark också kallas Den grå fyren, byggdes under år 1858. Den tändes den 1 november samma år. Fyren, som är 46 meter hög, är Danmarks näst högsta fyrtorn; Dueodde fyr på Bornholm är en meter högre.
Första fyren på Skagen anlades 1560 efter order av kung Fredrik II, som bestämt att fyrar skulle byggas på Skagen och Anholt samt på Kullen, som vid denna tid var danskt. Klagomål hade kommit, från i första hand holländska skeppare som seglade på Östersjön, på att det under mörker var riskfyllt att runda Skagen och sedan utefter svenska kusten segla ner mot Öresund. Genom att avkräva fartygen högre tull i Öresund skulle danska staten finansiera byggnation och drift av fyrarna. Utanför Skagen finns ett stort rev som vandrar och förflyttar sig varje år.
Första fyren på Skagen var ett fyrfat på ett enkelt torn. År 1626 togs den första vippfyren i bruk. Invid den nuvarande fyren står ett murat torn: Det hvide fyr, som var i bruk mellan 1745 och 1858.

## Väderstation
I Skagen finns en av Danmarks Meteorologiske Instituts väderstationer. Vindobservationer från denna station omnämns i den svenska sjörapporten i radio.

## Bilder

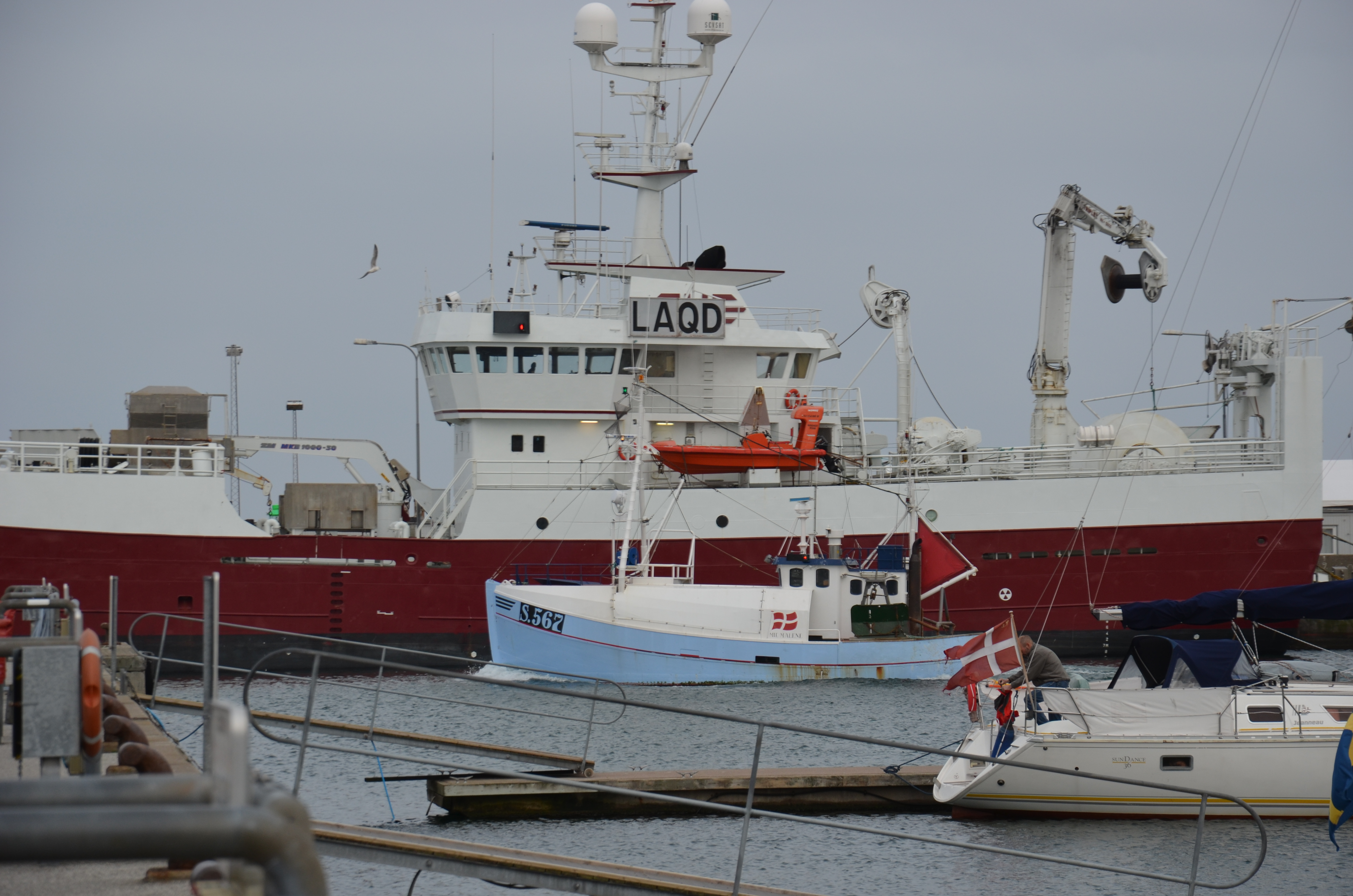
Skagens hamn.
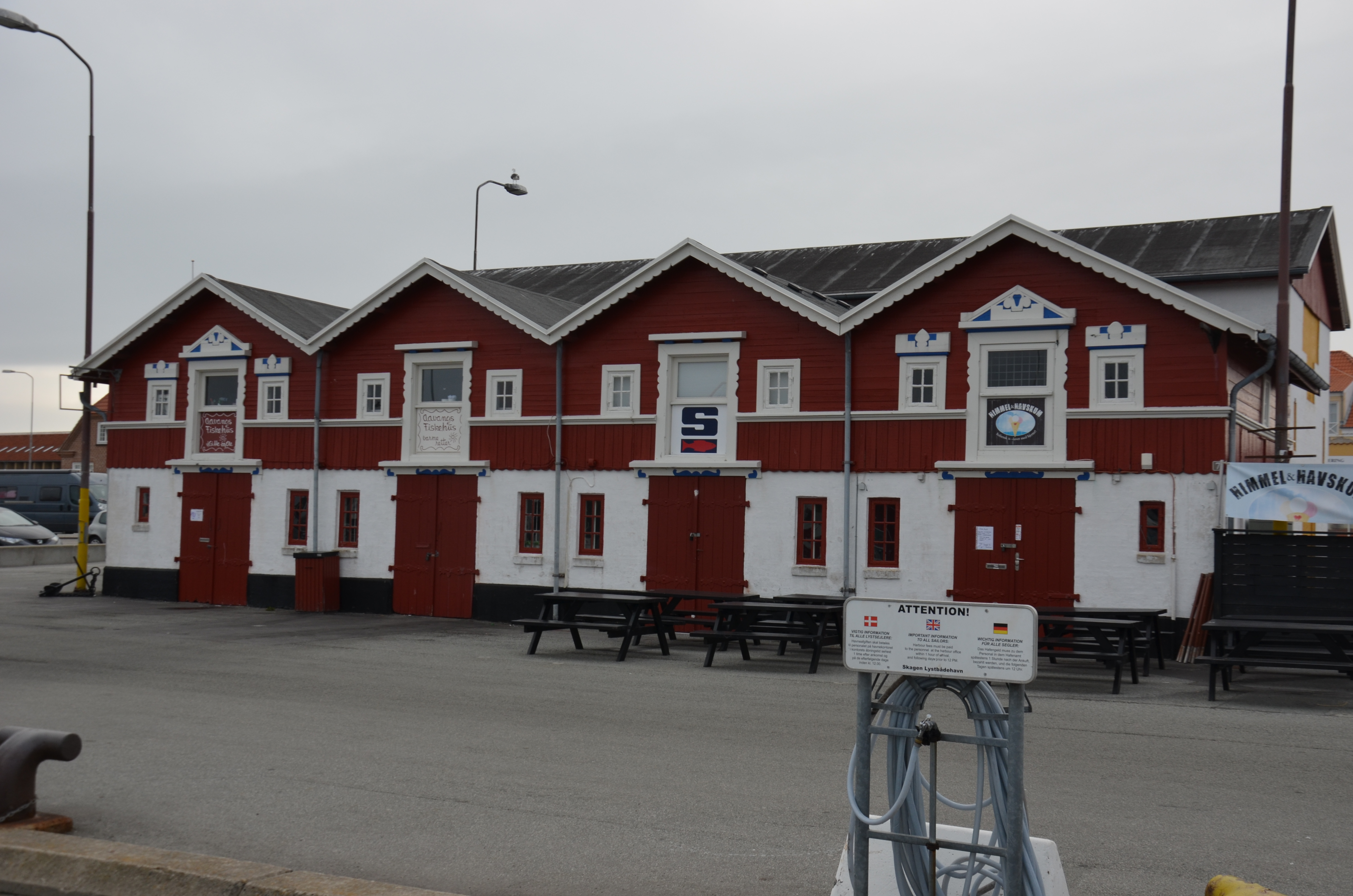
Fiskepakhus I Skagens hamn.
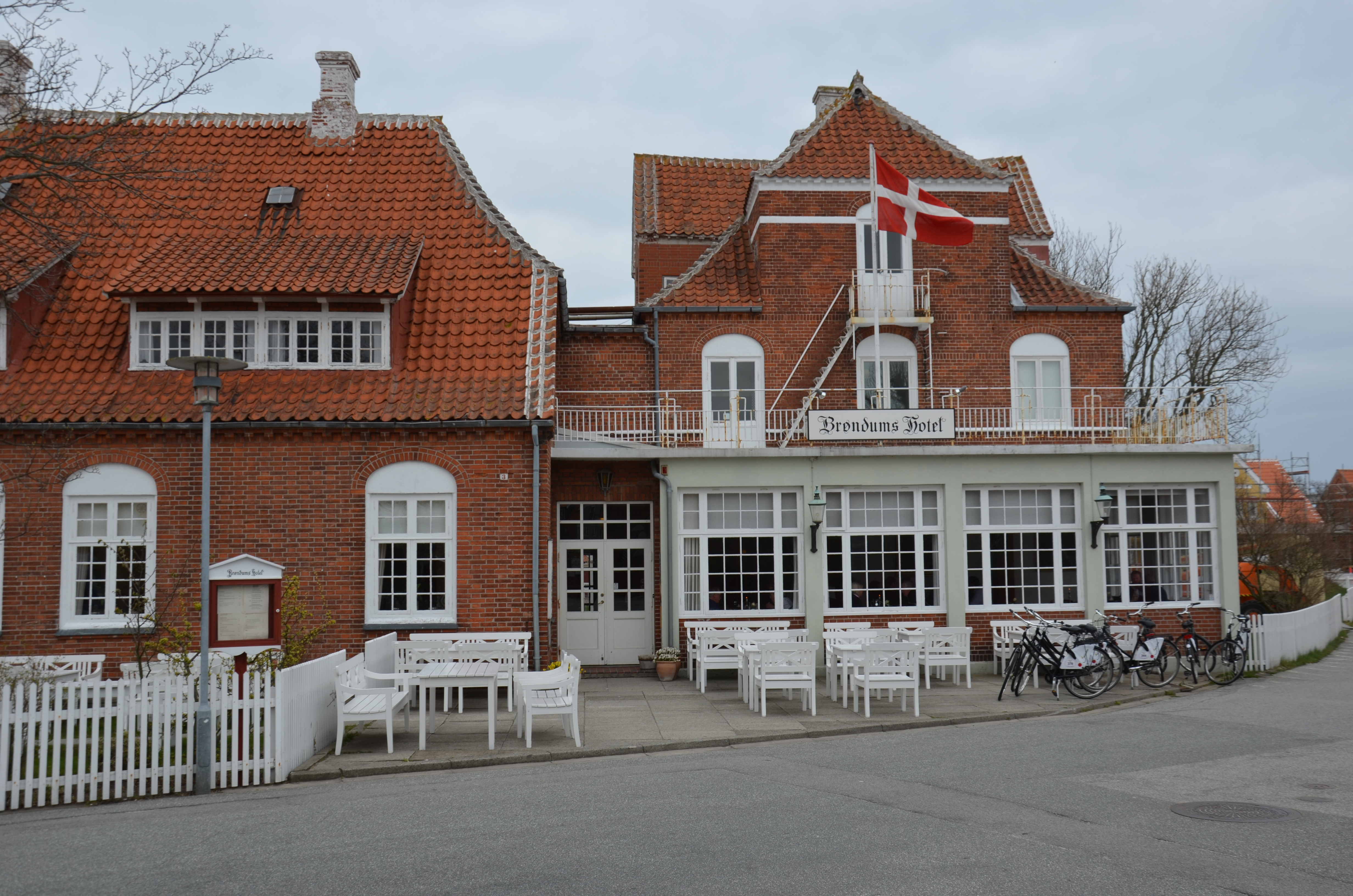
Bröndums hotell.
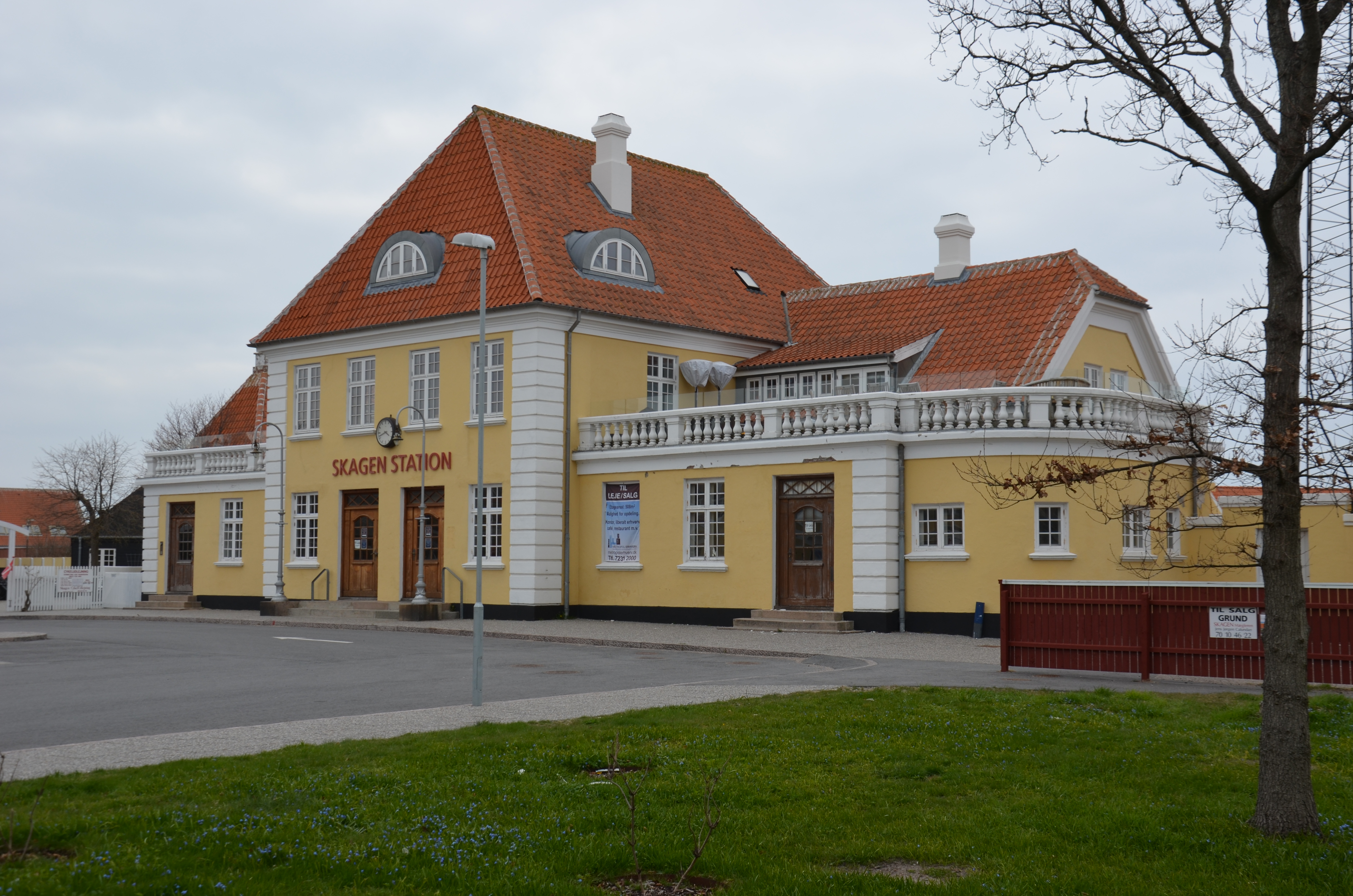
Skagen Station.
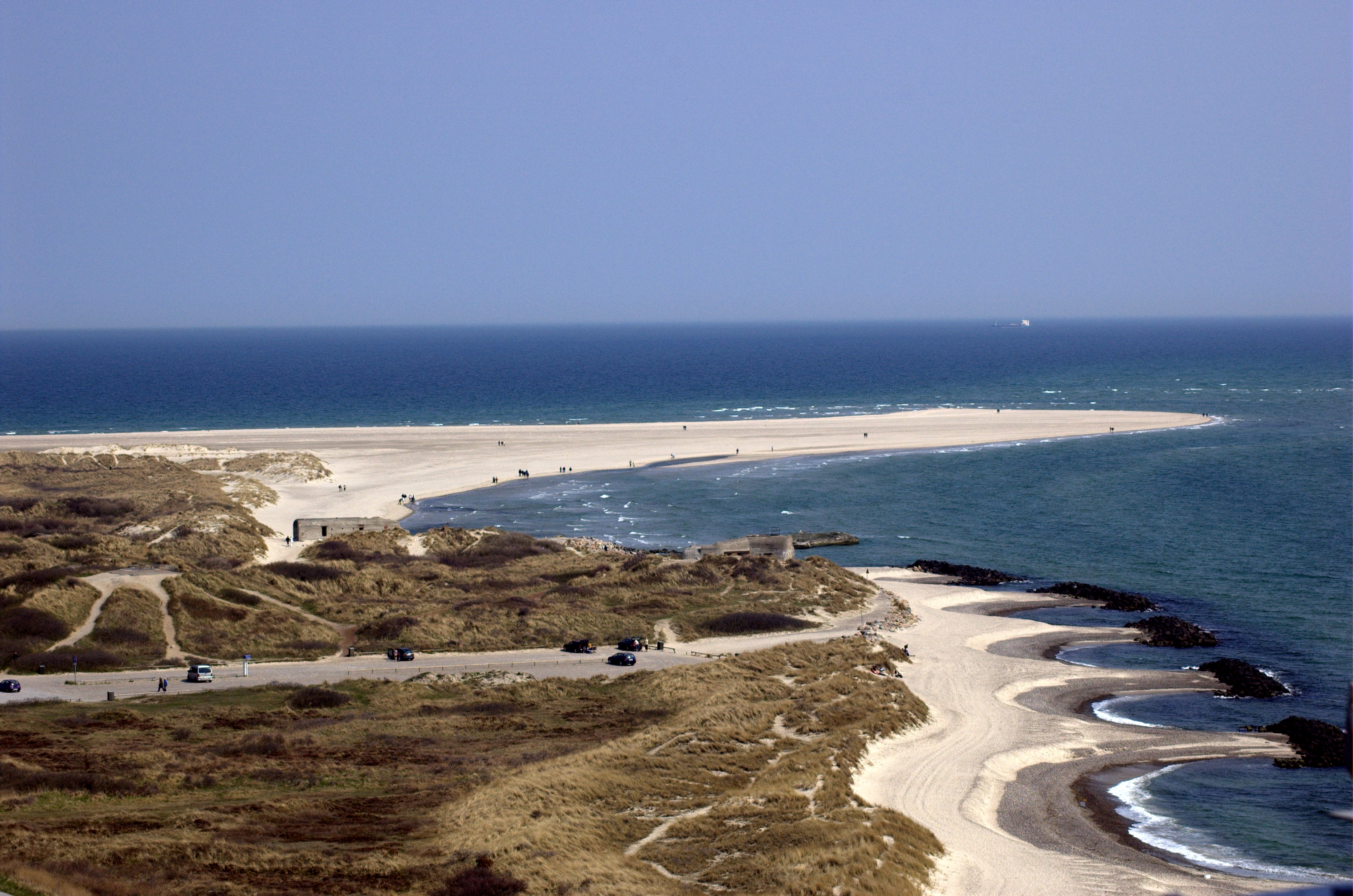
Grenen.
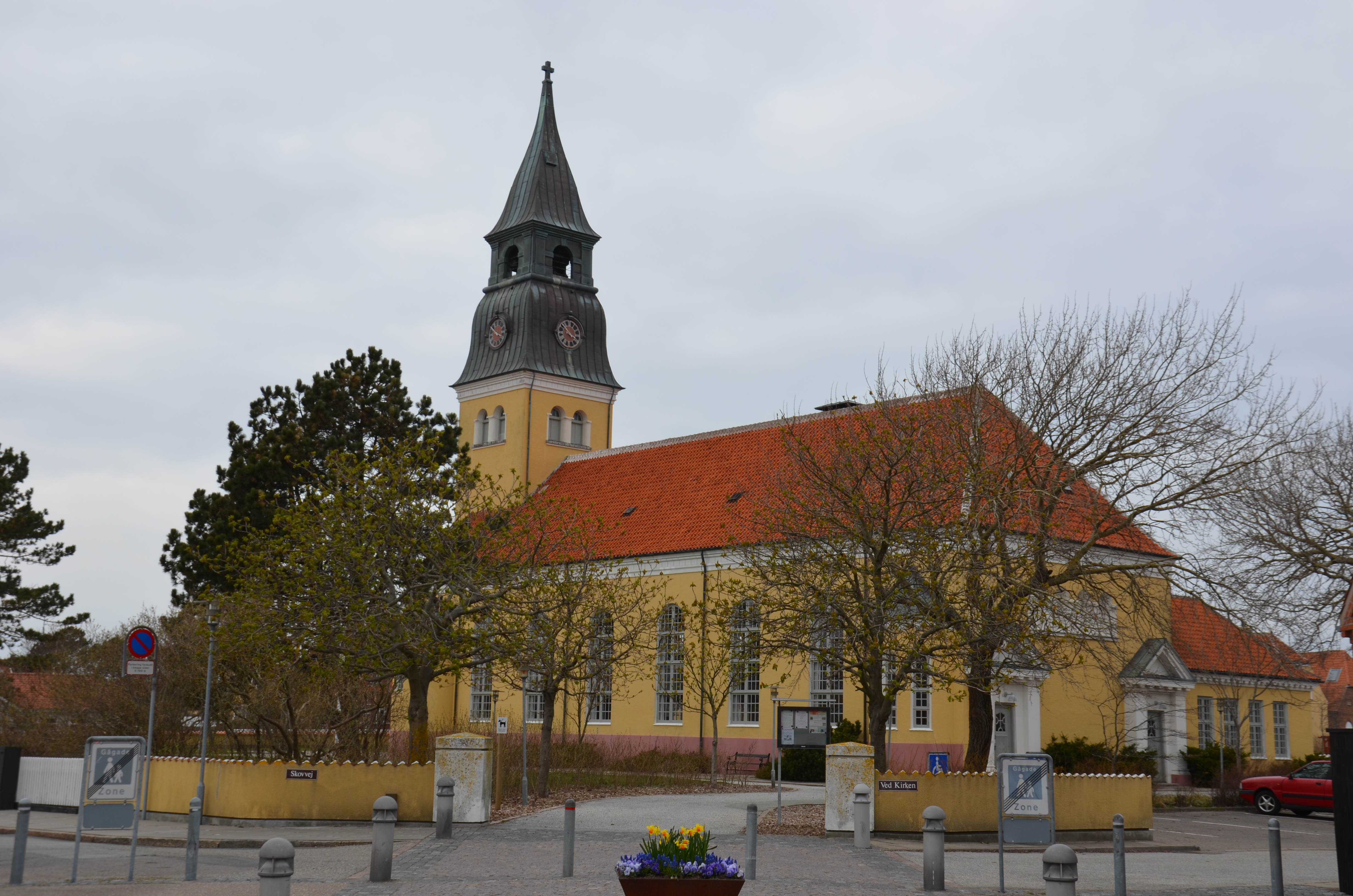
Skagens kyrka.
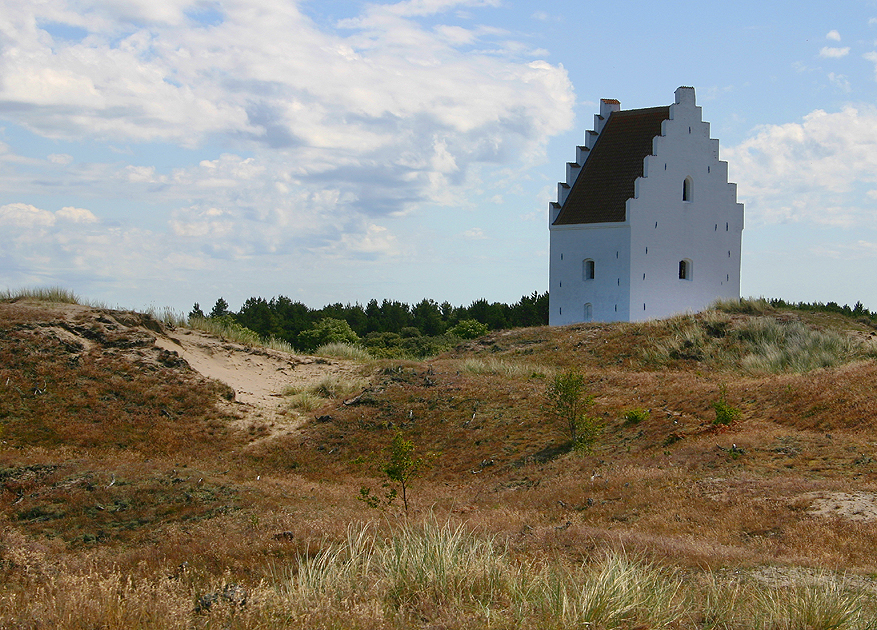
Den tilsandede kirke.
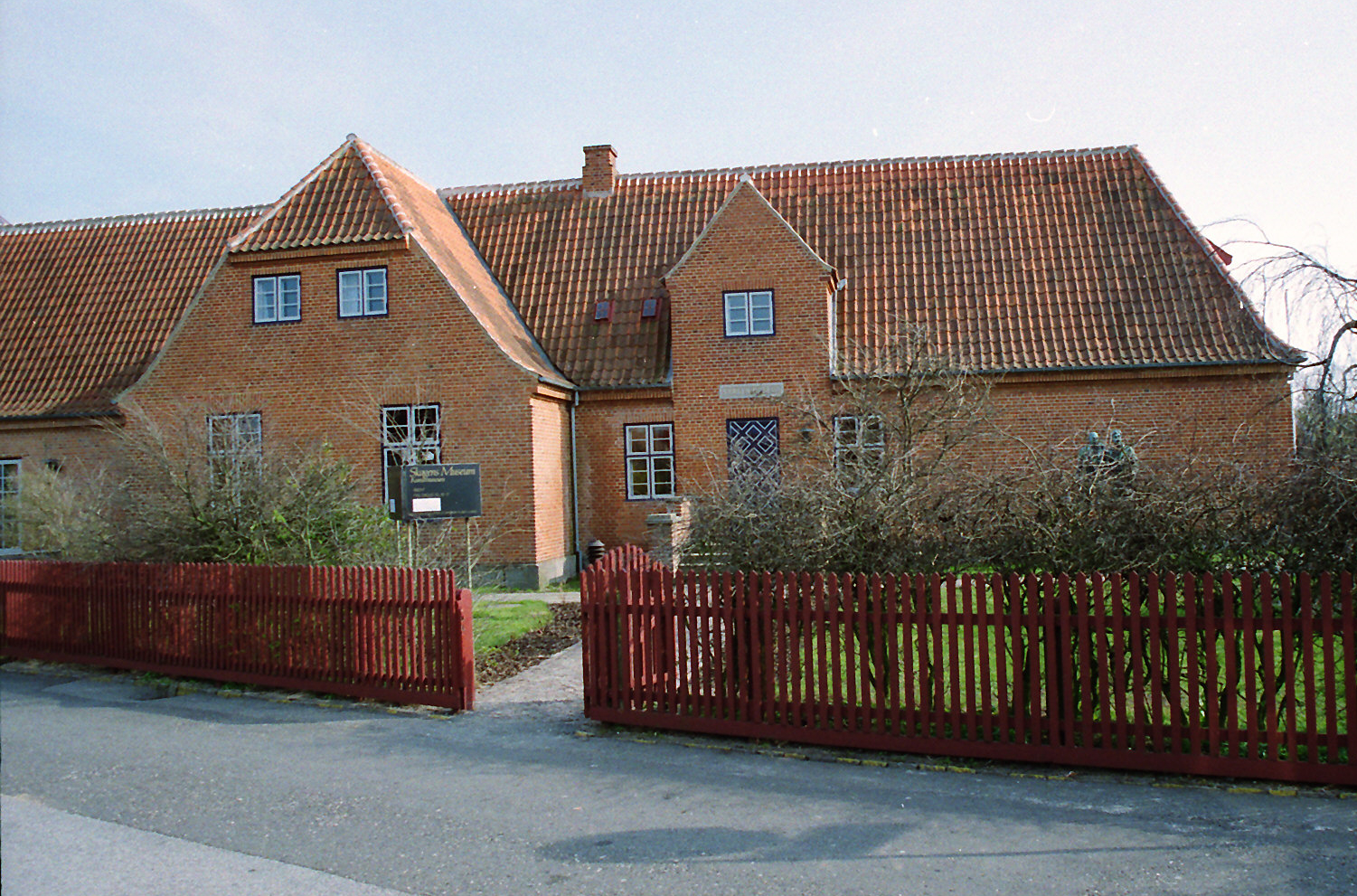
Skagens Museum.
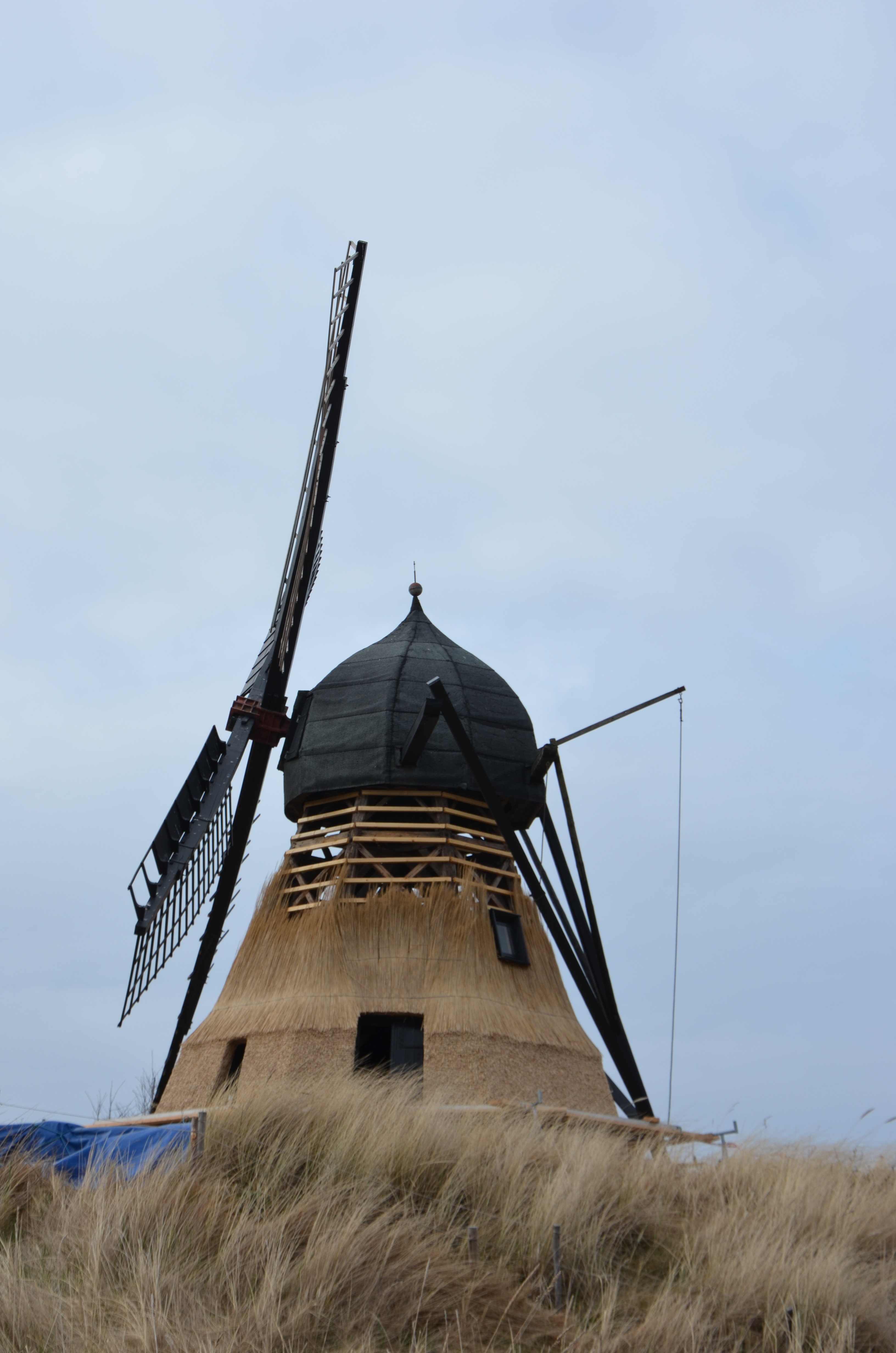
Skagen By- og Egnsmuseum.
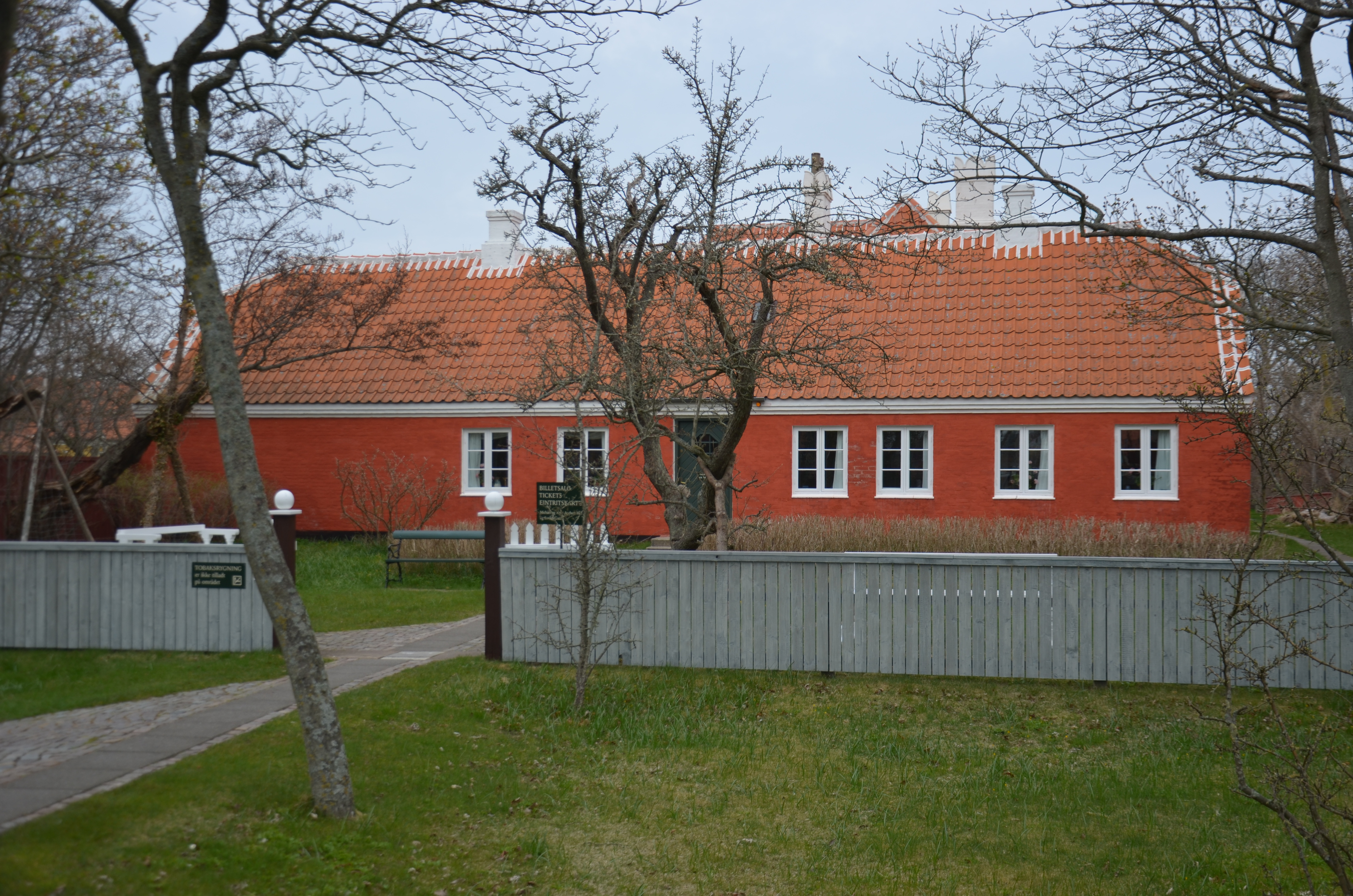
Michael och Anna Anchers hus.
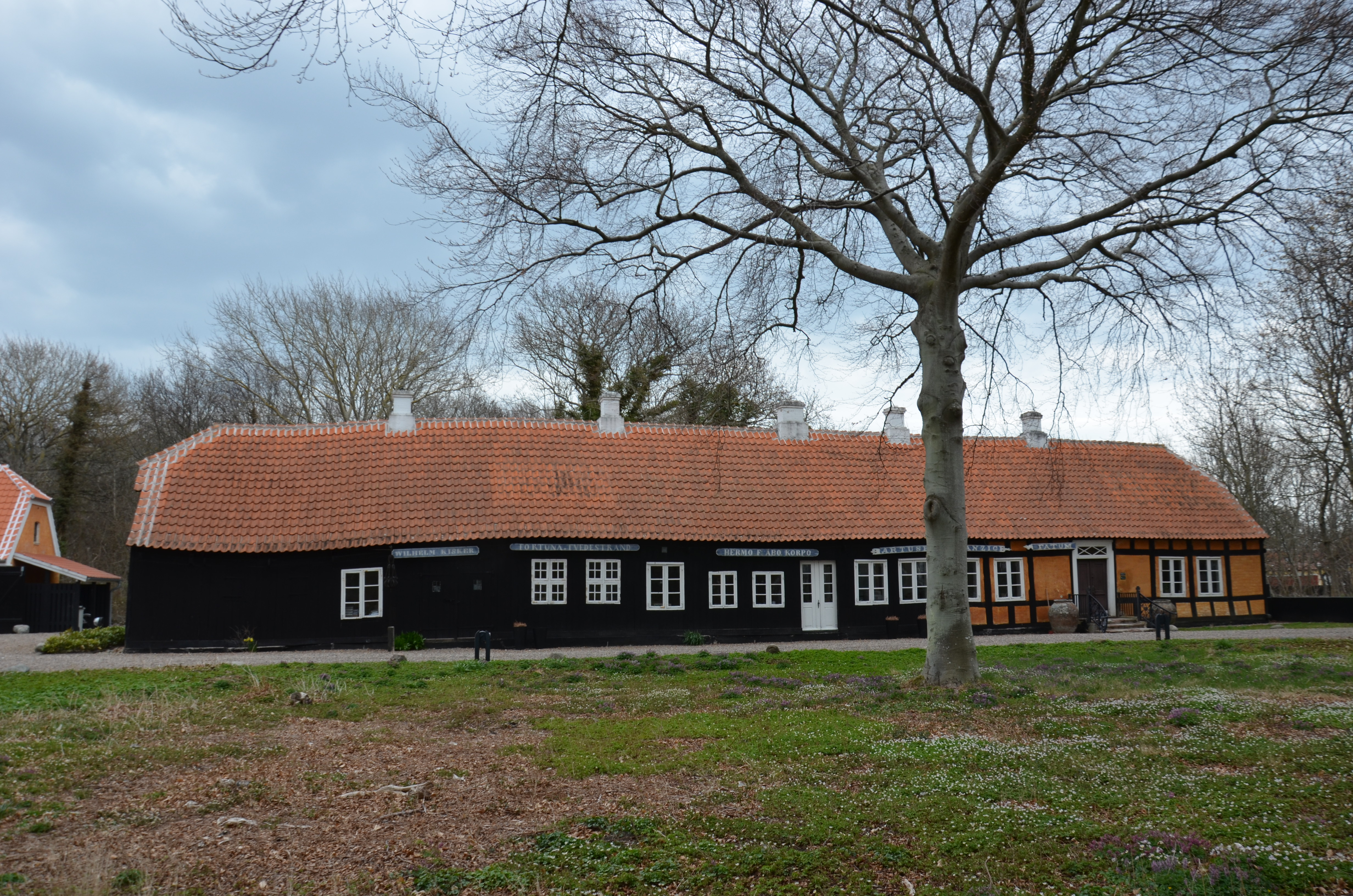
Krøyers hus.
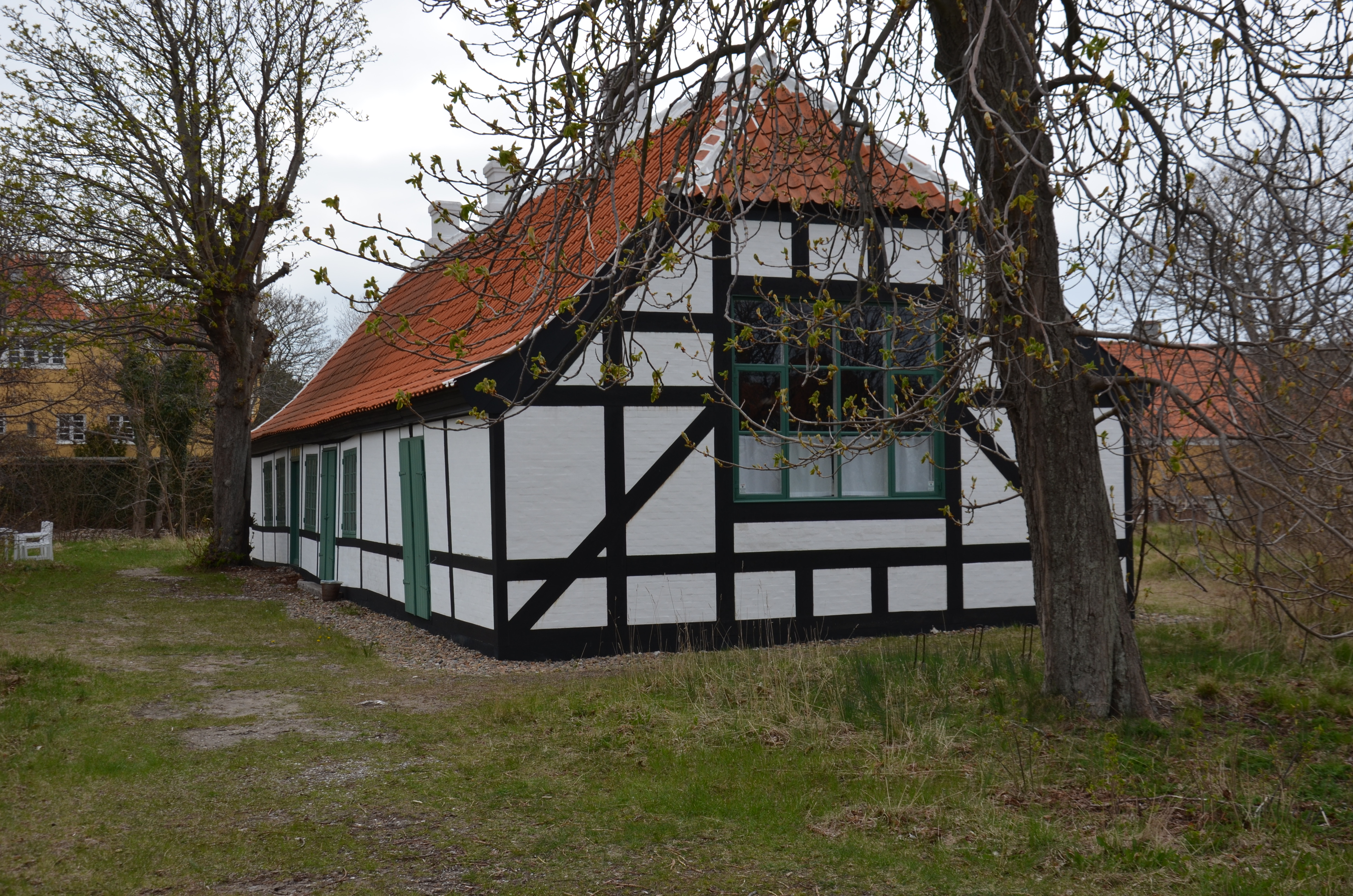
Drachmanns hus.
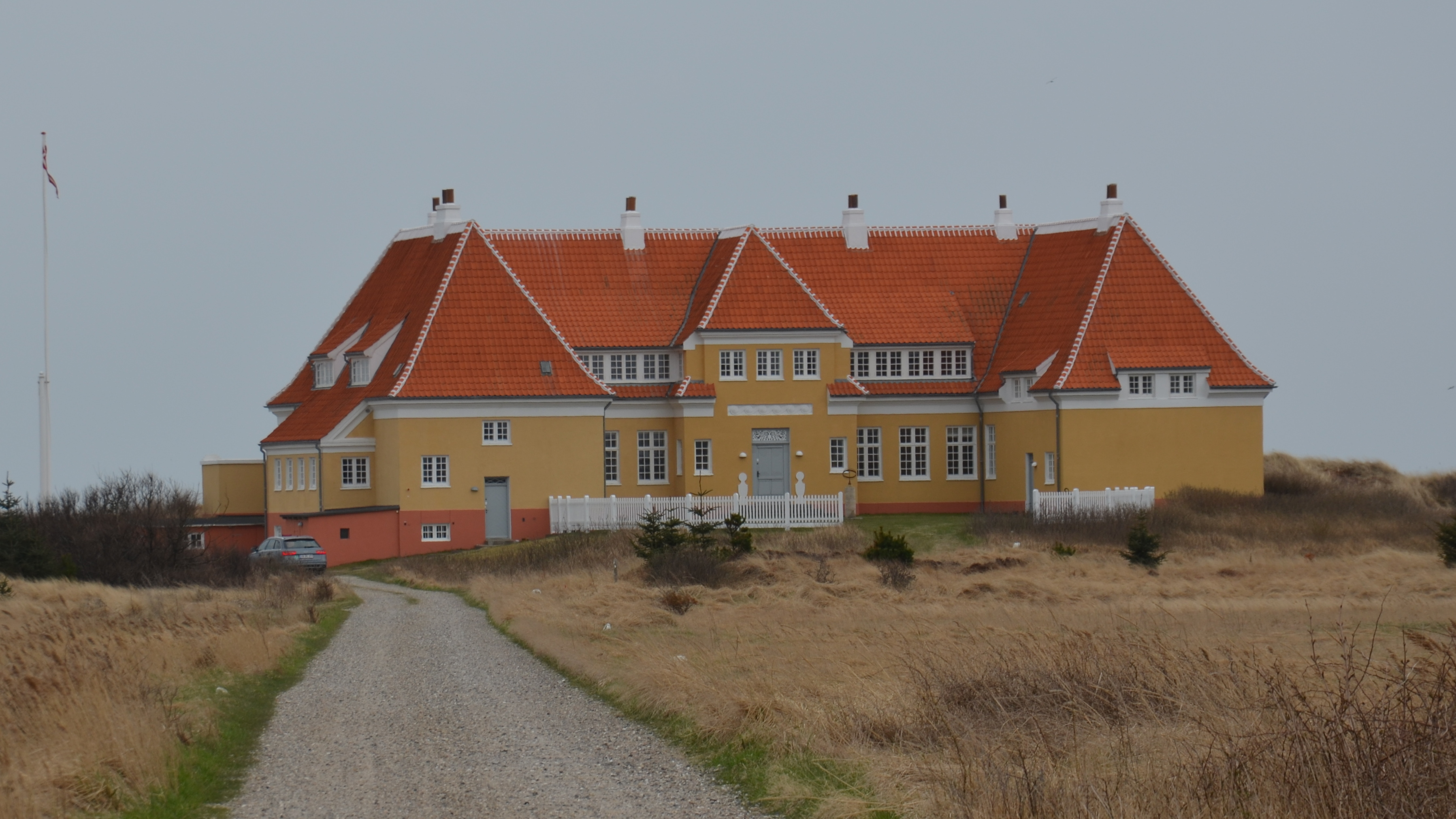
Klitgården.
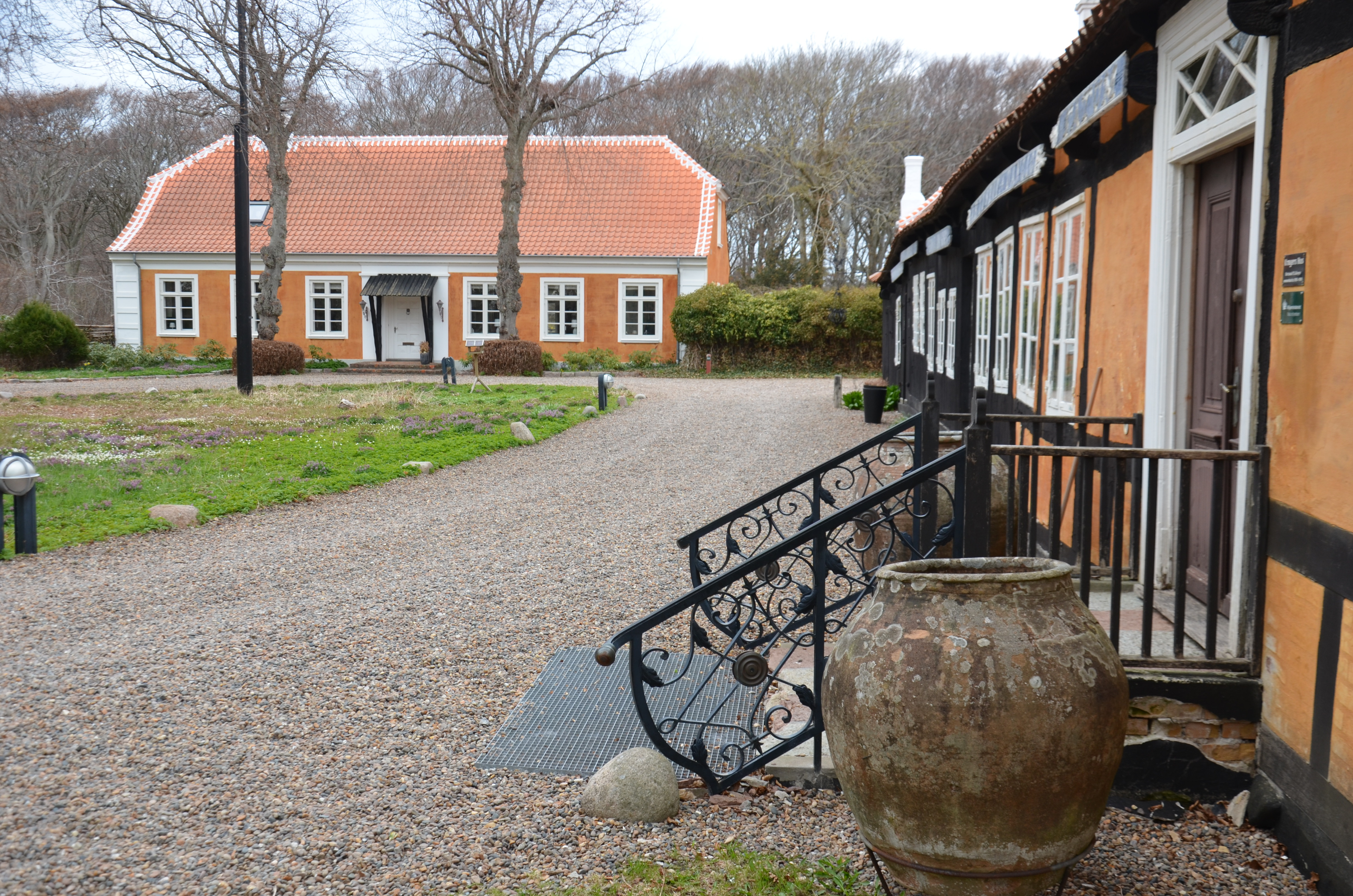
Byfogedgården.